# 住友銀行
株式会社住友銀行（すみともぎんこう、英: The Sumitomo Bank, Ltd.）は、かつて大阪府に存在した住友グループの都市銀行。2001年4月1日に三井グループのさくら銀行（旧・三井銀行）と合併し、現在の三井住友銀行（SMBCグループ）となった。

## 概要
略称は「住銀」。大阪を拠点とする住友グループ（旧住友財閥）の中核で、本店は大阪市中央区北浜の住友ビルディング（現在の三井住友銀行大阪本店営業部）に置かれていた。
先進的・効率的経営である一方、経営姿勢が慎重すぎるとして経済誌の顧客イメージランキングでは常に他行の後塵を拝していたが、「収益の住友銀行」と異名をとるほどの高い収益性を持ち、その事が後のさくら銀行の救済合併に繋がった。傘下の住友クレジットサービス（現在の三井住友カード）は日本で初めてVISAを発行したクレジットカード会社である。
同じ大阪に本店を置く三和銀行（UFJ銀行、三菱東京UFJ銀行を経て現・三菱UFJ銀行）、大和銀行（現・りそな銀行）と並ぶ在阪三大都市銀行の一行でもあった。統一金融機関コードは0009で、（新旧）三井住友銀行（旧はさくら銀行と合併した時点での会社、新はわかしお銀行を存続会社とした現会社を指す）に引き継がれている。

## 経営理念
当時の住友銀行は、以下のように経営理念を発表していた。
質の高い金融サービスの提供により、お客さまの信頼にこたえるとともに、健全な業績の伸長を通じて広く内外社会の発展に貢献する。
第1に、信用と社会的責任を重んじ、健全な経営を行う
第2に、先進性、独自性、合理性を重視し、進取の経営を行う
第3に、お客さま本位の経営を行う
第4に、人間尊重の精神に則り、自由闊達な行風を創る
第5に、高い見識と専門性を備えた、清廉な人材を育成する

## 歴史

### 江戸時代・泉屋両替店
住友銀行のルーツは、住友家（屋号を「泉屋」と称す）が別子銅山の経営を中心に発展を遂げていったことに始まる。江戸時代初期である1662年泉屋平兵衛友貞（住友二代目友以の末子）が両替商を大坂と江戸で手掛けて以来、金融業務を始め、泉屋両替店がその起源といえるが、同店は1684年為替不達事件を起こし、江戸両替店が一時閉鎖の憂き目に遭う。その後再興するが、1869年までに一度両替商を閉鎖、札差・蔵元としての業務には終止符を打った。

### 明治維新から終戦まで・住友財閥の中核

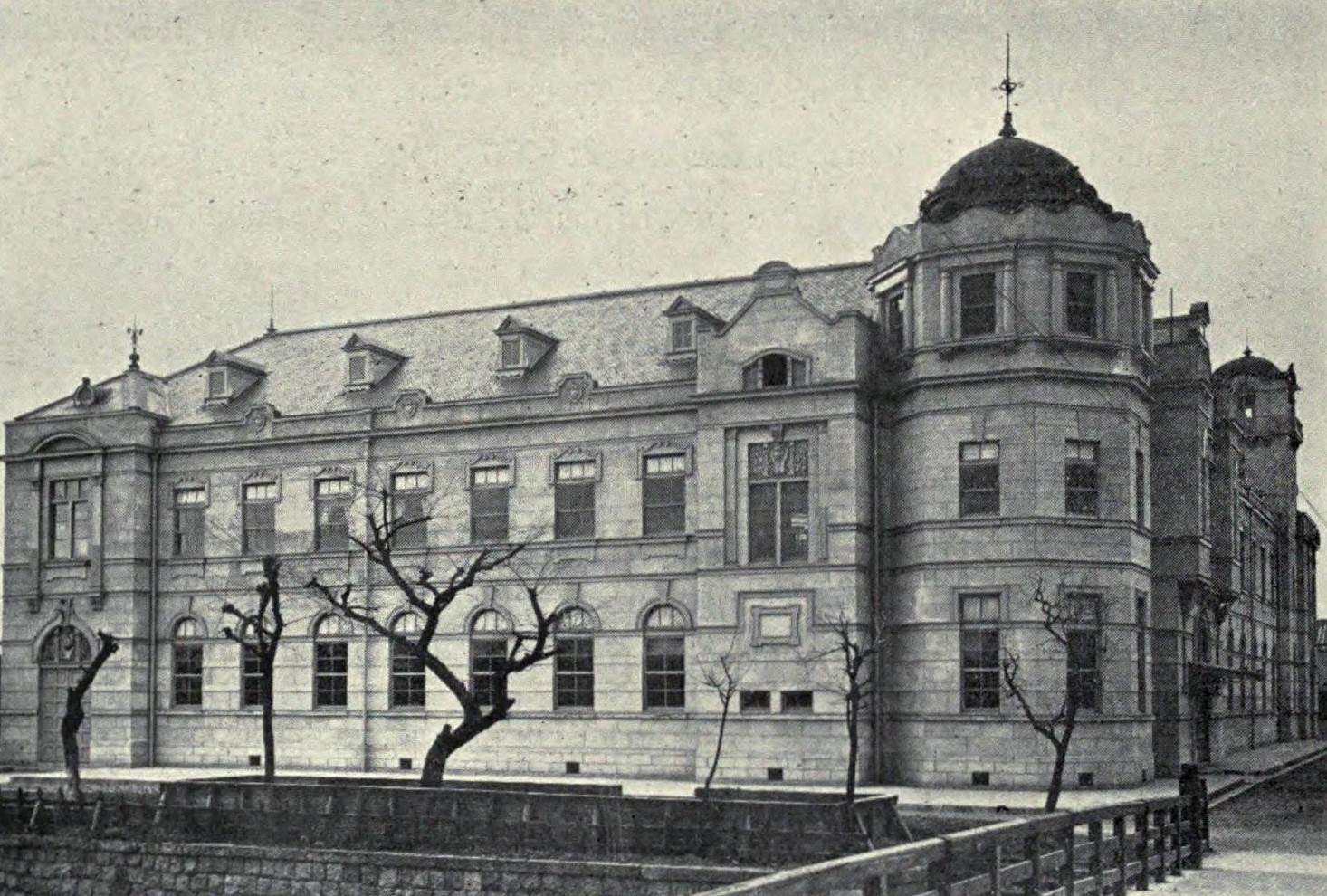
住友銀行

1875年に金融事業は並合業（自己資金による物品抵当の金融事業）として再開、並合業は年々業容を拡大していった。1890年銀行条令が発布されたのを機に、1895年5月、広島県尾道市で行われた住友家の重役会議で本格的な銀行業への進出が決定。同年11月1日住友本店銀行部として、住友吉左衛門の個人経営による資本金100万円の住友銀行（本店は大阪市中之島）が開業した。その後、初めての支店がその尾道市に開設されており、尾道支店として現存している。
1912年2月23日、株式会社に改組し、資本金1500万円の株式会社住友銀行が設立された（社長・住友吉左衛門、常務・中田錦吉）。1912年、株式会社六十一銀行を買収。1919年末には預金残高3億4836万円、貸金残高2億6156万円と、第一銀行、三井銀行に次いで、全国第3位の規模となった。
一方、すでに外国業務を手掛けていたが、第一次世界大戦勃発に伴う輸出の急増、在外邦人の内地仕送りの増加から、海外拠点の開設が検討された。かくして1916年、市中銀行のトップを切って、サンフランシスコ支店およびハワイ住友銀行を開設、さらに同年に上海とボンベイ、1917年に漢口、1918年にシアトルとロンドン、そしてニューヨークに拠点を開設、普通銀行の海外進出の先駆けとなった。
さらに、1924年にはロサンゼルス支店、1925年にはサクラメント市に加州住友銀行を設立する。しかし、これらの海外拠点は、その後の第二次世界大戦で一時縮小を余儀なくされる。
その後、第一次世界大戦後の復興景気の反動から、1920年から1922年と金融不安が日本経済を襲い、同行もその影響から、預金、貸出金とも減少が続いた。さらに、1927年、片岡直温蔵相の失言から、昭和金融恐慌が起こり多くの銀行が破綻したが、一方、預金は信用度の高い財閥系銀行に急速に集中し、住友銀行においてもその預金額は急増著しく、1929年末には普通銀行中首位を占めるに至るなど、業容は順調に拡大していった。

### 終戦と財閥解体・大阪銀行
終戦直後の日本では、半年で物価が2倍以上に騰貴するようなインフレーションが進行したため、政府は1946年2月、金融緊急措置令、日本銀行券預入令、臨時財産調査令等を公布し、預金封鎖と新円への切り替えを実施したが、換物思想（ハイパーインフレ下では、インフレ率が預金金利を上回るため、銀行預金より現物資産が有利である）が優先し、金融機関の経営は困難を極めた。そうした混乱の中、1945年11月には、GHQ（連合国軍総司令部）による財閥解体方針が出され、住友本社は解散を余儀なくされるとともに、1948年には同行も行名を大阪銀行と改めたうえで再出発することとなった。
その後、経済が安定から復興へと進む中で同行は、預貸金の拡充、店舗網の整備、外国業務再開など業務の立て直しを進めていたが、1952年4月のサンフランシスコ平和条約発効に伴い、行名を住友銀行に復帰。堅実経営、精鋭主義を掲げ業績発展に取り組んでいった。行名の書体（現代で言うロゴタイプ）は伊藤東海が書したもので、1986年3月まで使用された。

### トヨタ自動車との確執
住友銀行は長らく住友グループの中核として先進的・効率的な経営で評価を得る一方、銀行の利益を死守するため、取引先企業の経営が傾き始めると容赦なく融資を引き上げるので「逃げの住友」と批判され、経済誌の顧客イメージランキングでは常に他行の後塵を拝していた。この体質が露呈した代表例として、1950年におけるトヨタ自動車との確執が挙げられる。
戦後の1948年から始まったドッジ・ラインに伴うデフレや鉄鋼の値上がりにより、1949年頃から自動車業界全体で不況が始まり、トヨタ自動車（当時・トヨタ自動車工業）も経営危機に陥った。『トヨタの倒産は東海地方の経済に危機的状況をもたらす』と判断した日本銀行名古屋支店長・高梨壮夫（のちに日銀理事）の斡旋により、帝国銀行（のちの三井銀行→さくら銀行）・東海銀行（後のUFJ銀行）を中心とする銀行団の緊急融資の条件として、販売強化のため、トヨタ自動車販売株式会社を設立させる再建策が決定された。
しかし、当時、帝銀・東海と共に主力銀行の一つであった住友銀行（当時は大阪銀行）は、「機屋に貸せても、鍛冶屋には貸せぬ」とにべもなく峻拒、貸出金の回収に走り、取引を打ち切った。当時、トヨタとの取引銀行は都市銀行・地方銀行含め25行あったが、取引を断絶したのは住銀のみである。
倒産という最悪の事態を回避するため、トヨタに対して日銀や住銀を除いた取引銀行による協調融資団による再建策の一つとして、前述のとおりトヨタ自動車販売株式会社が設立された。さらに再建策の一つとして、1600名の人員整理（社員の首切り）が発表された。これに対抗して組合側は無期限のストライキに突入し、労使間対立が先鋭化、労働争議へと発展した。その後、実質的創業者の豊田喜一郎はこの労働争議の責任を取り社長を辞任した。組合側も断腸の思いで首切りを受け入れた。そして銀行との交渉過程や労働争議での心労がたたったのか、豊田は1952年3月に急逝した。
その後、朝鮮戦争勃発による特需景気をきっかけに、トヨタ自動車は順調に経営再建を果たし、日本を代表する製造業となった。再建策をまとめた高梨は日銀理事を経て、後にトヨタの強い推薦で日本自動車連盟初代会長に招かれた。また、帝銀の支援をきっかけにトヨタは三井グループ入りすることになる（もっとも、豊田家と三井家は経営危機以前より縁戚関係にあった）。反面、取引を断絶した住銀に対しては、豊田喜一郎の後任社長である石田退三や歴代のトヨタ社長が取引再開を許さず、加えて名古屋を中心とする東海経済界では「住銀はいざとなったら頼りにならない」との風評が広がり、中京地区で住銀が苦戦する遠因となった。
なお、トヨタの経営危機から15年後の1965年、当時業界6位で経営危機に瀕していたプリンス自動車に対して、同社のメインバンクである住銀の頭取・堀田庄三は専務・小川秀彦をプリンス自動車社長に派遣し、トヨタへの救済合併と取引再開を画策した。この合併話は、当時プリンスの会長で、タイヤメーカーのブリヂストンのオーナーでもあった石橋正二郎が、自らトヨタ側に持ちかけたものであった。
しかし、当時のトヨタ会長・石田退三は「鍛冶屋の私共では不都合でしょうから」と要請を却下している。15年前の経営危機の際、喜一郎が緊急融資に駆けずり回る中、「機屋に貸せても鍛冶屋には貸せぬ」と言い放ったのが、他ならぬ当時の住銀名古屋支店長・小川であり、融資担当常務・堀田であった。結局、プリンス自動車は1966年、日産自動車に吸収合併された。
（プリンス自動車工業#合併に至るまでの経緯も参照）
トヨタ自動車と住友銀行との取引再開が本格化するのは、三井銀行の後身・さくら銀行との合併により三井住友銀行（存続会社は住銀）が発足してからである。ただし、SMBC発足の際には、トヨタに対しかなりの根回しがなされた。合併後も、トヨタ自動車への対応は原則として旧三井銀行系の店舗や人員が行っているとされる。
住友銀行の融資拒否以降、トヨタ自動車は住友銀行のみならず住友グループの大半（住友金属・住友軽金属・住友電工・住友ゴム・日本板硝子・NECは除く）とも関係を絶っていた。また、トヨタ自動車が主導となって推進した愛知万博にも、住友グループのパビリオンは出展されなかった。

### 講和独立から高度経済成長・住友グループの中核

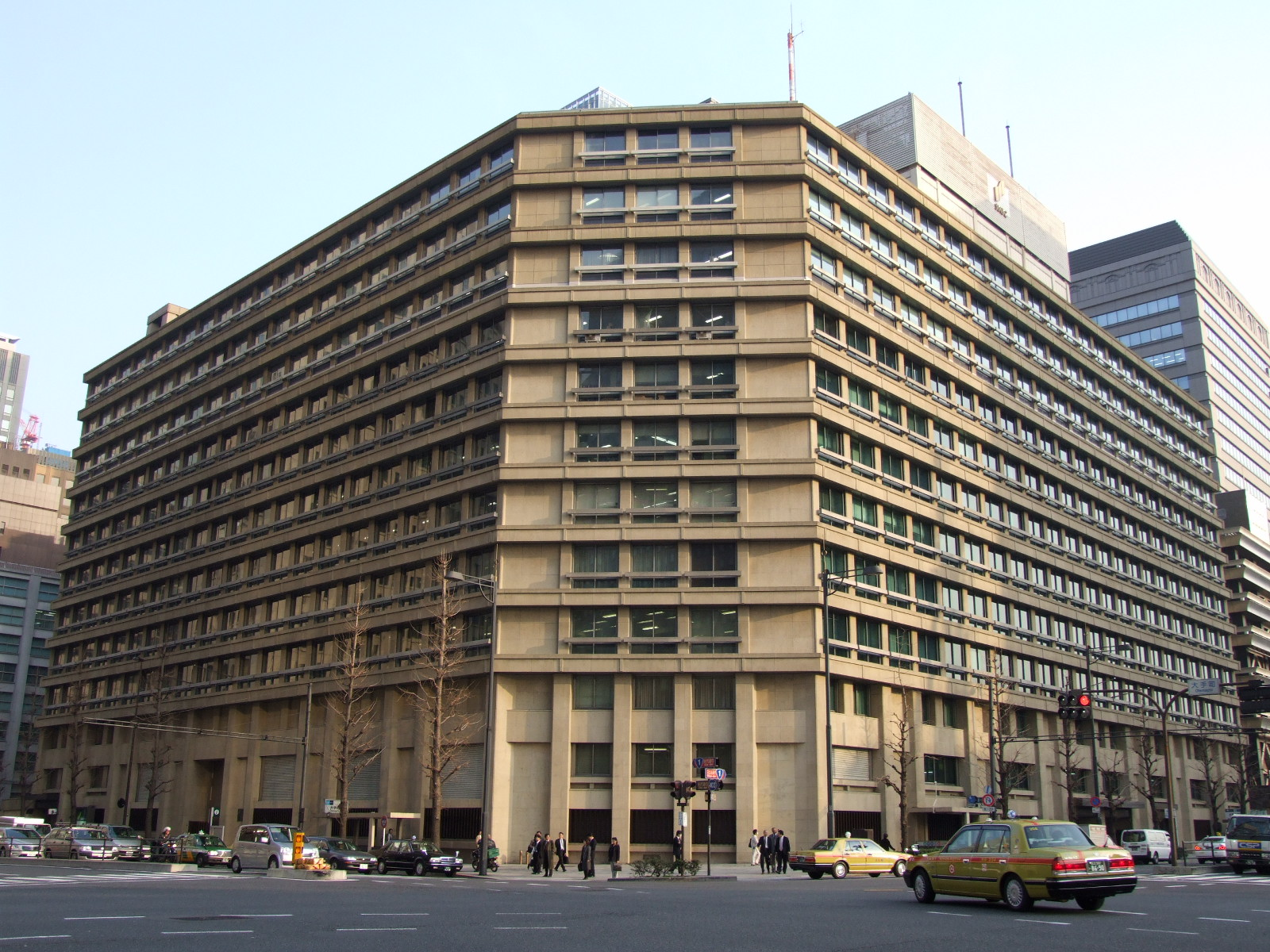
住友銀行 東京本部（ 東京新住友ビルディング ）
現：三井住友銀行 大手町本部ビル（ 1959年築 ）
営業店としては向かい側の本店営業部内に移転後、建物としては現在は取り壊し本店東館を建設。

1952年、のちに「法皇」と呼ばれる堀田庄三が頭取に就任（1971年から1977年まで会長）、「堅実経営」「合理的精神」「凡百の議論をやめ商道に徹せよ」の三点を掲げ、世上、堀田イズムと称された冷厳ともいえる合理主義的経営を行った。
この時代、日本経済は高度経済成長の波に乗り、住友銀行は増加する資金需要に応えるため、新種預金を相次いで創設するなど預金吸収に力を注ぐ一方、経営効率の向上に努めた結果、職員1人当たりの預金額は抜きんでて高いものとなった。また、貸出面でも同行独自のダブル・チェックシステムを活用し、優良企業との取引を拡充していくと同時に、銀行の大衆化に対応して、1960年11月には自動車購入資金貸付を開始、日本における消費者金融の先べんをつけた。
堀田頭取時代、住友銀行は、取引先企業の経営が傾き始めると容赦なく融資を引き上げ、「がめつい」「逃げ足が速い」と批判された。後にイトマン事件等の不祥事が続発するような利益第一主義の遠因となったという指摘もある。しかし、入行直後に昭和金融恐慌を体験し、相続く銀行の破綻をつぶさに見つめてきた堀田は、「預金者のお金を厳格に運用するのは銀行の責務」とたじろがなかった。融資においては事業の将来性と経営者の能力を厳密に評価した上で行い、マツダ、ブリヂストン、松下電器産業、三洋電機、武田薬品工業、アサヒビール、ヤンマーディーゼル、鹿島、コマツなどの、後に日本を代表する企業を育てていった。
また、1965年4月には大阪の戦後地銀であった河内銀行を吸収合併し、資金量で富士銀行に次ぐ2位に躍進、収益では全国の銀行でトップに立った。事務合理化の面では、同行は1967年4月に都市銀行初の総合オンラインシステムを稼働させ、1969年12月に日本初の現金自動支払機（CD）を大阪の梅田支店（現・三井住友銀行梅田支店）や東京の新宿支店（現・三井住友銀行新宿支店）に設置等、事務処理の効率化とサービスの向上を実現させている。
また、この頃は関連会社も多く設立されている。1967年12月には株式会社住友クレジットサービス（現・三井住友カード。当時は外為法の規制により国内専用であったものの、翌年日本で最初に「VISAカード」を発行）、1968年9月には住友銀行を中心とする住友グループのリース会社として「総合リース株式会社」（後の住銀リース、現・三井住友ファイナンス&リース）、1969年には日本情報サービス株式会社（現・日本総合研究所）を設立している。

### オイルショックからバブル経済
1973年秋のオイルショックをきっかけに引き起こされた内外経済の不況の中で、総合商社安宅産業の破綻が露呈した。当時の経営陣は、安宅産業の経営危機が信用不安の引き金となって日本経済の危機につながることを危惧し、さまざまな検討、熟慮の末、安宅産業は伊藤忠商事との合併の道を選び、内外経済の混乱は避けられた。しかしながら16行の銀行団の償却債権額は総額2,000億円にのぼり、住友銀行もそのうち1,132億円を負担、1977年9月末の決算で全額償却を余儀なくされた。
1977年、後に「住友銀行中興の祖」と呼ばれる、磯田一郎が頭取に就任（1983年～1990年まで会長）。磯田は、前述の安宅産業吸収合併で手腕を発揮したほか、東洋工業（現・マツダ）・アサヒビールなどの企業再建を手がけた。また、1979年7月にマッキンゼーのコンサルティングにより導入した、総本部制・総本部長の青天井の決裁権限等に代表される機構改革は、迅速な意思決定を可能にした。住友銀行を近畿の銀行から全国展開する上位行としての地位を築き、頭取就任から3年の1980年9月末の決算において都市銀行で収益トップの座となった。一方、同時期の1978年、地元近畿地区の効率化を目指し、系列である関西相互銀行（関西アーバン銀行を経て、現・関西みらい銀行）の吸収合併計画が進められたが、従業員・取引先の強固な反対運動が沸き起こり頓挫している。
業容面においては、1986年10月には東京の相互銀行平和相互銀行を合併し、懸案であった首都圏における店舗を充実させ、全国で300店におよぶネットワークを完成。預金量も富士銀行を逆転し、合併により首位に立った第一勧業銀行に次ぐ都銀2位に躍進したが、救済合併した平和相銀の不良債権により、再び収益力の都銀1位の座を失うことになる。磯田は「向こう傷を恐れるな」と大号令を発し、わずか2年後の1988年に都銀1位を奪回している。
こうした、磯田のバブル経済下における積極融資方針に、当時の頭取であった小松康は懐疑的であった。そもそも、小松は平和相互銀行の吸収合併も反対であったが、このことが磯田の逆鱗に触れ、2期目の任期満了を2ヶ月残し1987年10月に頭取を解任された。これ以降、住友銀行の積極融資に歯止めが利かなくなり、さらに富士銀行との間に展開された「FS戦争」と呼ばれる融資競争は、バブル崩壊により膨大な不良債権を生み出すことになる。
なお、この頃、進展する国際化や金融自由化に対応するため、各国主要都市への拠点開設や、1984年、スイスの名門プライベート・バンキング・ゴッタルド銀行の買収、カード・リース等関連金融子会社の設立など、積極的な取り組みをみせた。

### バブル崩壊とメガバンク再編
年号が平成に変わるころから、過剰な不動産・証券投資の反動が生じるなどのいわゆるバブル崩壊の影響が、日本経済に現れ始めた。住友銀行でも、1990年5月、日本経済新聞のスクープによりイトマン事件が報道される。住友銀行傘下のイトマン向け融資総額は1990年末には5,000億円を超えていたことが発覚。
事の起こりはイトマンが東京青山に東京本社を建てるための地上げが進まなかった際に、住友銀行名古屋支店が、イトマンに対し山口組の関係者である伊藤寿永光（いとう すえみつ）を仲介屋として紹介したことにあった。いきなりイトマンの幹部となった伊藤寿永光は、暴力団とのコネを使うことで地上げを次々と行い、その他の暴力団とのトラブルも収束させイトマンの不動産部門を担う筆頭常務にまでなった。
住友銀行はイトマンに巨額の不正融資を次々に行い、地上げをさせ、形の上では日本一の収益を上げていた。その結果として1990年3月末のイトマンの不動産関連の借入金は1兆1800億円にも達し、バブル崩壊とともに大部分が不良債権となった。最後には不良債権の7000億円以上の金が行方不明となり、野村證券の田淵節也会長や中曽根康弘、佐藤信二、三塚博、亀井静香の名前が取り沙汰された。
続く同年10月、横浜の住友銀行青葉台支店長が、蛇の目ミシン恐喝事件で注目されていた仕手集団「光進」に対し巨額融資の仲介を行い、出資の受入れ、預り金及び金利等の取締りに関する法律（出資法）違反（浮貸し）で逮捕された。相次ぐ不祥事の中、同年9月、大蔵省銀行局検査が4か月の長きにわたって開始され、同年10月、当時会長だった磯田は辞任に追い込まれた。
バブル崩壊で発生した不良債権に対して、1995年3月期決算では8,000億円を超える償却処理を実施し、当時の金融界では異例の経常赤字決算となった。不良債権処理を優先させたもので、他の都銀に先駆けて収益力を回復させる目論見であったが、その後も五月雨式に不良債権処理が続くことになる。
こうした過程で、“闇社会”との軋轢が徐々に表面化、1993年春から、住友グループ幹部宅を狙った襲撃事件が10件以上起きており、住友銀行横浜駅前支店で銃弾1発も打ち込まれていた。また1994年9月14日に住友銀行取締役名古屋支店長がオートロック式のマンション内で後頭部を銃撃されて死亡（住友銀行名古屋支店長射殺事件）。伊藤寿永光をイトマンに紹介したのが名古屋支店であったため、イトマン事件に関連する事件ではないかと報道されたが、犯人が捕まらないまま時効を迎えた。
1997年に、「最後のバンカー」と称される西川善文が頭取に就任する。不良債権処理に伴い、海外拠点も縮小を余儀なくされ、1925年以来、第二次大戦を除き業況を拡大していた加州住友銀行は、1998年にZions Bancorpに売却（現在“California Bank＆Trust”と行名変更）し、1999年にはゴッタルド銀行も売却している。
1999年10月、住友銀行はさくら銀行との合併を発表する。当時、さくら銀行は、不良債権処理に伴う株式含み益の大幅な減少や株価の低迷が続き、大きな負債を抱え経営危機に陥っており、経営の抜本改革を模索していた。一方、住友銀行は、バブルや失われた10年でも発生した不良債権の処理問題や、財務体質は強い ものの、企業・個人の顧客増が伸び悩み今後の収益の大幅な向上策を探っていたこと、また資産規模や収益で他を圧倒する東京三菱銀行との格差が大きく首都圏の顧客基盤は比較的弱いという悩みを抱えていた。
こうした両者の思惑が、300年間にわたる財閥の垣根を超えた合併を実現させたのである。もっとも、当時の一般的な反応は、「住友銀行によるさくら銀行の救済」という捉え方であり、合併発表の記者会見では、「さくら銀は経営的に弱い銀行と見られていた。なぜ、住友銀は救済する必要があったのか」との質問が出た。これに対して、西川は「その意見には全く同意できない。決して危ない銀行ではない。今回の提携は救いの手をさしのべるというものでは絶対にない。救済という考えで提携するものではない。無責任なものの言い方には憤りを感じる」と回答している。
2001年4月1日、住友銀行を存続会社としてさくら銀行を吸収合併し三井住友銀行に商号変更した。

## 沿革
- 1895年11月 - 住友銀行創業。
- 1900年 - 東京支店が開設される（住友銀行東京営業部としてさくら銀行との合併まで存在）。
- 1912年2月23日 - 株式会社住友銀行設立。
- 1912年10月20日 - 六十一銀行の営業を譲り受け、久留米支店が継承。
- 1916年9月15日 - 初の海外店舗として、サンフランシスコ支店開設。
- 1917年 - 資本金を3,000万円に増資し株式の一部を公開する。
- 1924年 - 田中興業銀行を買収（7店舗)する。
- 1930年 - 住友ビル が完成する（住友銀行本店ビルとしてさくら銀行との合併まで存在）。
- 1945年5月26日 - 株式会社阪南銀行･株式会社池田銀行[注釈 8]を合併。
- 1948年10月1日 - 資本金を11億4000万円に増資。株式会社大阪銀行に商号変更（国内店舗141か店）。
- 1949年5月 - 営業店網の整備、ラッキー定期預金など新種預金開始。その後、京都、札幌、広島、名古屋各証券取引所に株式を上場する。
- 1952年12月1日 - 商号を株式会社住友銀行に復帰。
- 1959年 - 東京新住友ビルが完成する（東京本部ビルディングとしてさくら銀行との合併まで存在）。
- 1960年11月 - プリンス自動車販売との提携による自動車購入資金貸付（オートローン）を制度化。
- 1965年4月 - 株式会社河内銀行（21店舗）を合併。
- 1967年
  - 4月 - 第一次総合オンラインの移行開始。
  - 12月 - 株式会社住友クレジットサービス設立。
- 1979年7月 - 6総本部制導入・経営会議の新設。
- 1980年 - 大阪市へ｢安宅コレクション」寄贈（住友グループ21社で共同）する。寄贈品をもとに1982年11月、大阪市立東洋陶磁美術館が開館。
- 1984年2月 - ゴッタルド銀行を買収（1999年に売却）。
- 1986年10月 - 株式会社平和相互銀行を合併し店舗網を継承。行名ロゴタイプを、毛筆体（伊藤東海が揮毫）から、明朝体とゴシック体を複合したデザイン（作成：PAOS）へ変更。
- 1988年 - パリ証券取引所に株式を上場（その後、ロンドン証券取引所に株式を上場）する。
- 1990年7月 - 住友銀行ファイナンシャル・サービスを設立。
- 1991年4月 - 本部組織改革、本店組織の簡素化。
- 1993年4月 - 経営3ヵ年計画をスタート。
- 1994年4月 - 第4次総合オンラインの移行開始。
- 1995年1月 - 第4次総合オンライン･システム移行完了。
- 1999年
  - 4月 - 大和証券と合弁で、大和証券エスビーキャピタル・マーケッツ株式会社の営業開始（後に大和証券SMBCへ社名変更。2009年に合弁を解消し、大和証券キャピタル・マーケッツを経て、現在は（3代目）大和証券に統合された）。
  - 10月 - 西南信用組合の事業を譲受。
- 2001年4月1日 - 当社を存続会社としてさくら銀行を合併し、（初代）三井住友銀行に商号変更。

### 戦前幹部
- 住友友純　元行主・社長
- 湯川寛吉　元会長
- 八代則彦　元会長
- 大平賢作　元会長

### 戦後歴代頭取
- 岡橋林
- 野田哲造
- 鈴木剛
- 堀田庄三
- 浅井孝二
- 伊部恭之助
- 磯田一郎
- 小松康
- 巽外夫
- 森川敏雄
- 西川善文

## 主な融資系列
- 住友グループ各社
- 住友グループ以外の融資先は、住友グループ#住友グループ主要各社を参照。

## キャラクター

### マスコットキャラクター
- バンクー、忍者ハットリ君、ドラえもん  キャラクター通帳やノベルティーグッズなどに採用。

### イメージキャラクター
- 浅野ゆう子 テレビCMなど起用。